# Routot
Routot is een gemeente in het Franse departement Eure (regio Normandië). De plaats maakt deel uit van het arrondissement Bernay. Routot telde op 1 januari 2022 1.659 inwoners.

## Geografie
De oppervlakte van Routot bedroeg op 1 januari 2022 6,61 vierkante kilometer; de bevolkingsdichtheid was toen 251 inwoners per km².

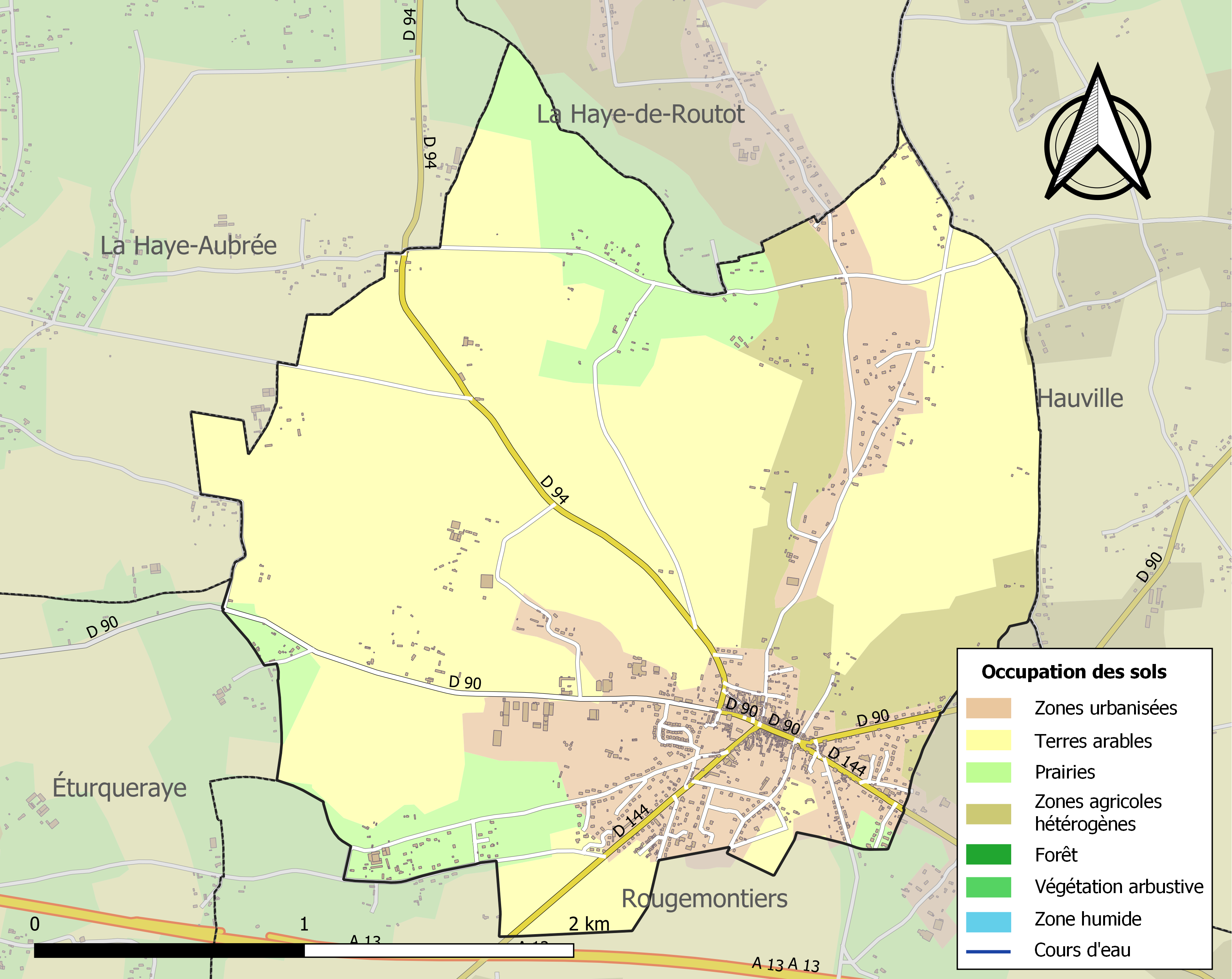
Kaart van de gemeente met belangrijkste infrastructuur, bodemgebruik en omliggende gemeenten

## Geschiedenis
Routot is een van de plaatsen in Normandië, waaraan de van de Vikingen afstammende Normandiërs vermoedelijk in de 10e eeuw een  Oudnoordse naam hebben gegeven: Rou is een verkorting van de jongensnaam Rodulfus; -tot, een veel voorkomend naamelement in deze streek, komt van Oudnoords topt (modern Deens: toft), wat plaats, huis of  grote boerderij  betekent.

## Demografie
Onderstaande figuur toont het verloop van het inwonertal (bron: INSEE-tellingen).

## Bezienswaardigheden
- Oude kerk van St.-Ouen ( 12e eeuw, vergroot 19e eeuw)
- Een aantal oude huizen en boerderijen (16e- 19e eeuw), waarvan enige in vakwerkstijl.